# Alexander Leslie (1731-1794)
Alexander Leslie (1731 – Beechwood House, 27 dicembre 1794) è stato un generale britannico.
Combatté in America durante la guerra d'indipendenza americana, comandando le forze britanniche alla Battaglia di Harlem Heights. Venne poi spostato al Sud nel 1782 in sostituzione di Cornwallis e riportò una facile vittoria alla Battaglia del Combahee River.

## Biografia
Molto poco si conosce delle sue origini e della sua infanzia. Nacque nel 1731 dal conte di Leven and Melville. Nel 1753 si arruolò nel 3rd Foot Guards del British Army venendo poi promosso al grado di tenente colonnello nel 1766 venendo posto al comando 64th Regiment of Foot.
In 1775, prima dello scoppia della guerra d'indipendenza americana, venne inviato a Salem per reprimere il contrabbando di armi. La sua avanzata venne ritardata da una situazione di stallo ad un ponte, durante la quale i coloni rimossero le armi che i britannici stavano cercando. La sua forza poté finalmente avanzare ma non trovò nulla e fu accolto con ostilità nel corso della spedizione.
Nel 1776 venne promosso brigadiere generale e partecipò alla battaglia di Long Island, di Kip's Bay, di White Plains e di Harlem Heights, oltre che all'assedio di Charleston. Nel 1780 venne inviato a Chesapeake Bay da Sir Henry Clinton allo scopo di "fare una diversione, a favore [Earl Cornwallis], colpendo i depositi degli armamenti del nemico ... per alimentare l'esercito che si stavano radunando per opporsvisi." Venne nominato maggior generale nel 1782 e il 27 dicembre 1794, rientrato in patria, si ammalò gravemente mentre era in viaggio da Glasgow e morì a Beechwood House.
Nel 1760 aveva sposato Mary Tullidelph che morì nel 1761 durante il parto. La loro figlia gli sopravvisse.